# StrongSwan
strongSwanは、Linuxカーネル向けの完全なIPsec実装である。
FreeS/WANプロジェクトから派生したプロジェクトであり、GNU General Public Licenseでリリースされている。スイスのラッパースヴィル応用科学大学で通信セキュリティの教授を務めるAndreas Steffenが、主に保守を行っている。
X.509公開鍵証明書を使った強力な認証機構が中心であり、標準化されたPKCS#11インタフェースを介したICカードへの公開鍵暗号の安全な格納も行っている。また、証明書失効リストとOnline Certificate Status Protocol (OCSP) もサポートしている。変わった機能として、X.509を使ってグループメンバー属性に基づいたアクセス制御を実装している。
設定方法は直接的でわかりやすく、WindowsやmacOSの各種VPNクライアントなど、他のIPsec実装とも素直に連携できる。
strongSwan 4.1では、RFC 4306で定義されたIKEv2プロトコルが実装されている。

## UML シミュレーション環境
ユーザーモードLinux (UML) に基づいた使いやすいシミュレーション環境が付属している。8つの仮想ノードで構成されたネットワークで、VPNに関するさまざまな状況を試せる。